# Potência (farmacologia)

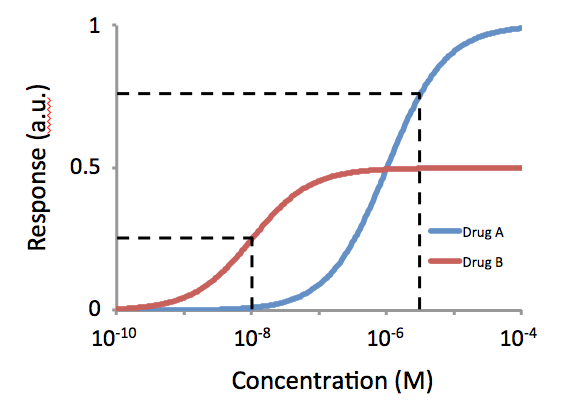
Curvas expondo relação de dose-resposta, o que ilustra o conceito de potência. Para uma resposta de 0,25 a.u., o medicamento B é mais potente, pois gera a mesma resposta em menor concentração. Para uma resposta de 0,75 a.u., o medicamento A é mais potente. A medida a.u. (arbitrary units) se refere a "unidades arbitrárias" (arb).

No campo da farmacologia, a potência (às vezes referida como força) é a medida da atividade do fármaco expressa em termos da quantidade necessária, geralmente em forma de miligrama, para produzir um efeito de determinada intensidade. Um medicamento altamente potente (por exemplo, fentanil, alprazolam, risperidona) produz uma determinada resposta em baixas concentrações, enquanto um medicamento de menor potência (petidina, diazepam, ziprasidona) produz a mesma resposta apenas se for administrado em concentrações mais altas. Uma potência alta não está necessariamente ligada a mais efeitos colaterais.
De acordo com a União Internacional de Farmacologia Básica e Clínica (IUPHAR), 'potência' é "um termo impreciso que deve ser definido sempre",  como, por exemplo, EC50, IC50,ED50, LD50 e outros conceitos de medidas em farmacologia.